# Lorenzo Ceregato

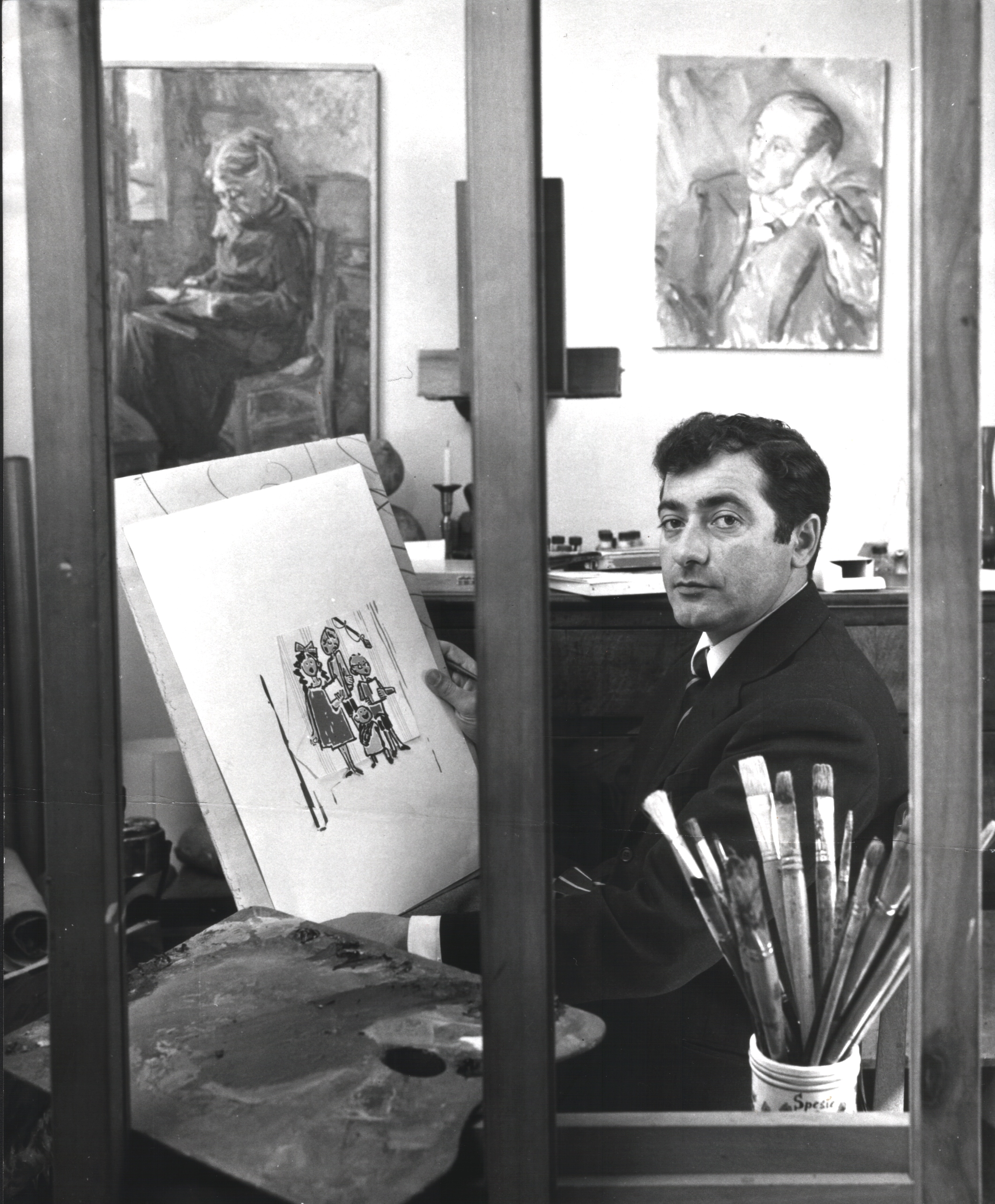
Lorenzo Ceregato con il logo per la 3ª edizione dello Zecchino d'Oro. (Ph Aldo Salmi, Bologna, 1961). Archivio Lorenzo Ceregato, Bologna.

Lorenzo Ceregato (Lonigo, 12 novembre 1933 – Bologna, 31 dicembre 2020) è stato un pittore italiano.

## Biografia
Ha insegnato presso l'Accademia di Belle Arti di Bologna.
Maestro dell'affresco, tra le sue opere pubbliche più importanti si ricorda La Scienza della Vita (custodito all'interno dell'Istituto Rizzoli) ed Inno al Pane, conservato nella sede dell'Antoniano. Sempre per l'ente religioso ha ideato il logo dello Zecchino d'Oro.
Alcune opere di Ceregato sono attualmente conservate presso il MAMbo, il Museo il Correggio e la Raccolta d'Arte Moderna di Forlì-Cesena. Presso la Sede della Diocesi di Venezia è conservata una serie di ritratti dei Patriarchi risalente al 2003-2004.
Ha vinto due volte il prestigioso premio della Biennale del Muro Dipinto di Dozza.